# Notobubon pearsonii
Notobubon pearsonii là một loài thực vật có hoa trong họ Hoa tán. Loài này được (Adamson) Magee mô tả khoa học đầu tiên năm 2008.